# 척과초등학교
척과초등학교(尺果初等學校)는 대한민국 울산광역시 울주군 범서읍에 있는 공립 초등학교이다.

## 학교 연혁
- 1933. 04. 01 척과 간이학교 개교
- 1959. 09. 01 서사학교 척과분교장 인가
- 1963. 09. 26 척과국민학교 설립 인가
- 1964. 04. 01 척과국민학교 개교
- 1985. 03. 01 척과국민학교 서사분교장 설치
- 1985. 09. 02 척과국민학교 병설유치원 개원
- 1996. 03. 01 척과초등학교로 개칭
- 1999. 03. 01 서사분교장 본교와 통합
- 2006. 03. 01 제20대 이말수 교장 취임
- 2009. 02. 19 제45회 졸업식(총 1,385명)
- 2009. 09. 01 제21대 허정석 교장 취임
- 2010. 02. 19 제46회 졸업식(총 1,402명)
- 2011. 02. 23 제47회 졸업식(총 1,425명)
- 2012. 02. 16 제48회 졸업식(13명졸업, 총1,438명)
- 2012. 09. 01 제22대 이영래 교장 취임
- 2013. 02. 21 제49회 졸업식(10명졸업, 총1,448명)
- 2013. 03. 01 스마트교육 정책연구학교 운영(2년간)
- 2014. 02. 19 제50회 졸업식(16명졸업, 총1,464명)
- 2015. 02. 17 제51회 졸업식(11명졸업, 총1,475명)
- 2023. 03. 01 제25대 전금순 교장 취임
- 2024. 01. 12 제60회 졸업식(7명 졸업, 총 1,551명)
- 2024. 09. 01 제26대 김향미 교장 취임
- 2025. 01. 13 제61회 졸업식(11명 졸업, 총 1562명)
- 2025. 03. 01. 7(1)학급 편성

## 참고 자료
- 척과초등학교 - 한국교육학술정보원 학교알리미